# Long Duration Exposure Facility
LDEF (Long Duration Exposure Facility) fue un satélite artificial recuperable de la NASA, lanzado mediante el transbordador espacial Challenger el 6 de abril de 1984, durante la misión STS-41-C.
La misión de LDEF consistía en recoger datos a largo plazo sobre el entorno espacial, incluyendo los micrometeoritos, y su efecto en la degradación de diversos materiales y sistemas de satélite (energía, propulsión, óptica...). Portaba 57 experimentos montados en 86 bandejas, con la participación de más de 200 investigadores de 33 compañías privadas, 21 universidades, 7 centros de la NASA, 9 laboratorios del Departamento de Defensa y 8 países extranjeros.
LDEF fue soltado desde la bodega de carga del transbordador Challenger durante abril de 1984 para una misión de un año de duración, tras la cual el satélite sería recogido por otro transbordador. La recuperación fue pospuesta temporalmente en marzo de 1985, y más tarde indefinidamente tras la pérdida del Challenger. Finalmente fue recuperado y devuelto a tierra en enero de 1990 por el transbordador Columbia durante la misión STS-32. En el momento de la recuperación tan sólo faltaba un mes para que LDEF reentrase en la atmósfera debido a la fricción atmosférica.
Muchos de los experimentos devolvieron datos más valiosos debido a la extensión de la estancia en órbita. Tras el aterrizaje los experimentos fueron enviados a sus correspondientes investigadores para su estudio y análisis.
La nave tenía forma de cilindro de doce caras y estaba construido en aluminio, acero y titanio, y se estabilizaba mediante gradiente gravitatorio. No llevaba sistemas de propulsión, alimentación ni posicionamiento.